# ایگلزیاس
ایگلزیاس (به ایتالیایی: Iglesias, Sardinia) یک کومونه در ایتالیا است که در استان کاربونیا-ایگلسیاس واقع شده‌است.

## خصوصیات
ایگلزیاس ۲۰۷٫۶۳ کیلومترمربع مساحت و ۲۷٬۵۵۲ نفر جمعیت دارد و ۲۰۰ متر بالاتر از سطح دریا واقع شده‌است.

## خواهرخوانده
شهرهای اوبرهاوزن و پیزا خواهرخوانده‌های ایگلزیاس هستند.